# 月尾副唇魚
月尾副唇魚，為輻鰭魚綱鱸形目隆頭魚亞目隆頭魚科的其中一種，分布於印度太平洋區，從安達曼海至索羅門群島，北起琉球群島，南迄澳洲大堡礁海域，棲息深度5-35公尺，體長可達15公分，棲息在碎石區海域，以浮游生物及無脊椎動物為食，生活習性不明，可做為觀賞魚。

## 擴展閱讀
維基物種上的相關：月尾副唇魚